# ガンダルフ

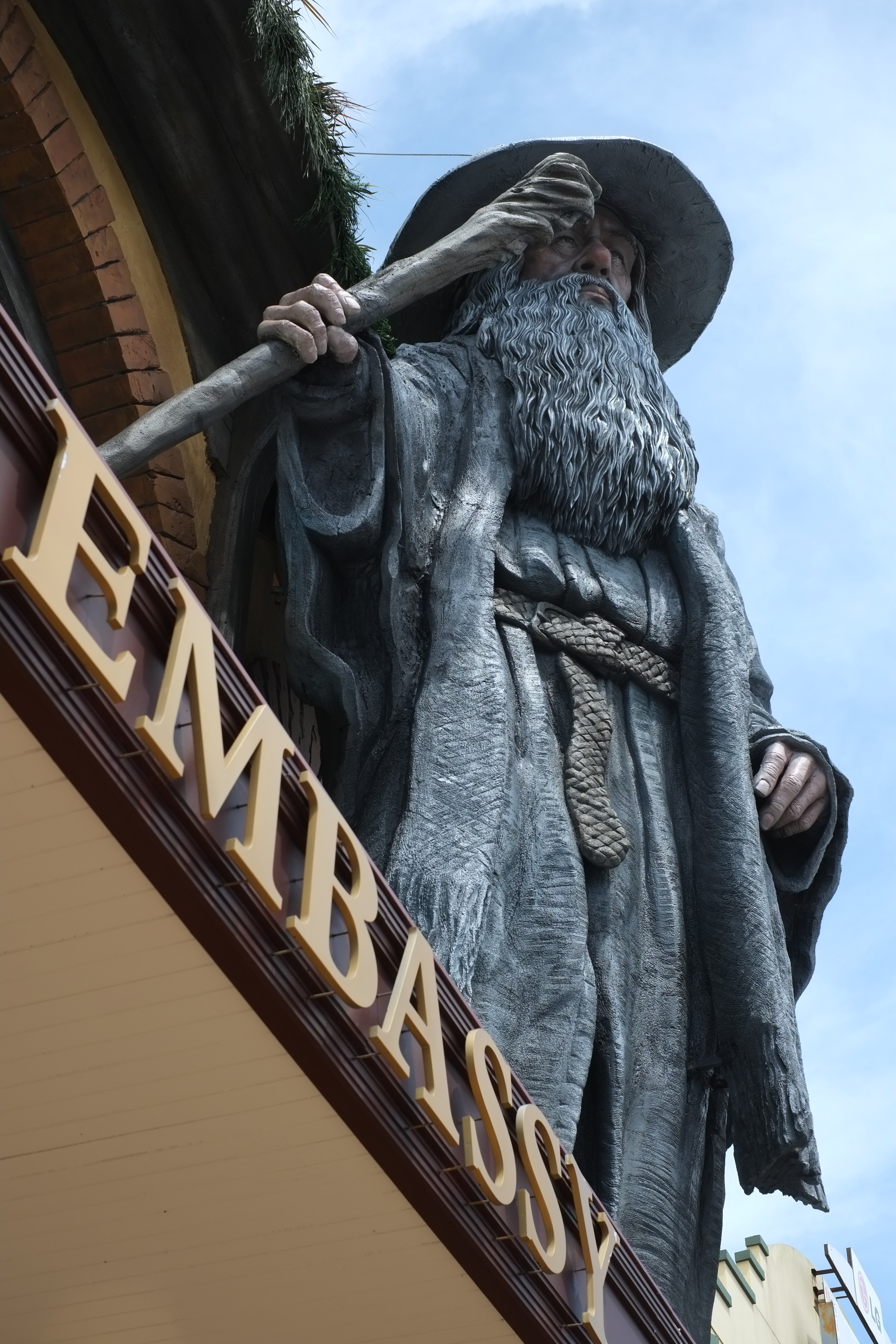
ウェリントンの映画館にあるガンダルフの彫像

ガンダルフ（Gandalf）は、J・R・R・トールキンの中つ国を舞台とした小説、『ホビットの冒険』、『指輪物語』の登場人物。かれは魔法使い（イスタリ）の一人で、白の会議の一員であった。灰色のガンダルフ（Gandalf the Grey）、白のガンダルフ（Gandalf the White）などと呼ばれた。中つ国のエルフが使うシンダール語での呼び名はミスランディア (Mithrandir)。ドワーフの呼び名はサルクーン (Tharkûn)。

## 概要
白い顎髭に青いとんがり帽子、長い杖がトレードマークで、灰色のローブを身に纏っていた登場時点では灰色のガンダルフと呼ばれていた。彼は人間の老人のように見えるが、実際は人間ではなく、西の海の果ての神々の住む国アマンから、冥王サウロンに立ち向かう勢力を一つに束ね、彼らを助けるべく遣わされた5人の賢者イスタリの一人とされる。
実はその正体はマイアであり、アマンでの本名はオローリン (Olórin) といい、マイアールの中で最も賢明な者であったとされている。彼はローリエンに住まっていたが、マンウェとヴァルダに仕えており、ニエンナから深い憐憫の心を学んだと言われている。彼が中つ国に到達したとき、灰色港の領主「船造り」キーアダンから三つの指輪の一つ、ナルヤを讓り受ける。
『ホビットの冒険』ではビルボをドワーフ達の遠征に加えて、暫く旅路を同行している。彼は物語の途中で一旦姿を消し、その間に闇の森南部の死人占い師（モルドールに潜む以前のサウロン）を白の会議の一員として攻撃し、撃退した。この経緯は作中でも簡単に触れられていたが、『指輪物語』ではさらに詳しく語られることとなる。
『指輪物語』ではフロドら指輪の仲間とともに旅立ち、その途中で難敵バルログと対峙して一行とはぐれ危うく消滅しかけるも白のガンダルフとなって復活、サウロンの勢力に対抗する人々を助け、指輪を葬った後のフロドらとも再会を果たした。後にフロドやビルボらとともに西の海の彼方、アマンへと去る。
作品発表当時の60年代後半、ベトナム戦争で自国の支配層に失望したアメリカの学生やヒッピーたちに、「ガンダルフを大統領に！」をスローガンにしたムーブメントが盛り上がり、デモ行進なども行われた。

## 人物像
彼は火や光・煙を扱わせたら随一の花火使い……だと平和なホビット庄ではみなされており、彼の扱う花火の技は、ビルボ・バギンズが最後にホビット庄で開いた111歳の誕生日（フロド・バギンズ33歳の誕生日でもある）のお祝いに大いに華を添えた。
また彼は火薬に拠らずとも光と炎を操る力を持ち、こちらはホビット庄では余り知られていないものの、彼の元々の仕事である危険な任務に際し、重要な局面で発揮されている。名剣グラムドリング（『ホビットの冒険』でトロルの強奪品より発見された）を持ち、この剣を使うことも辞さない。
その性格は、彼の操る火にも関連付けられる。炎のように激しく・また熱く、火のように明るく・また暖かい人物である。激しやすくもあるが冷静でもあり、これと同時に広く古い伝承に光を当て、多くの危機に警鐘を鳴らす人でもある。だがしばしば、彼が先駆けて警告する様々な事象が極めて不吉な事件であるために、蛇の舌に至っては不吉の前触れと表現した。
彼は一つところに留まる代わりに、常に放浪の旅を続けており、人々を支配したり誰かに仕えたりするかわりにその友となって力を貸して歩いている。交友も広く、諸国の王侯・貴族に面識がある一方で、ビヨルンやトム・ボンバディル、グワイヒア、ドゥーネダインのような中つ国でも強い力を持ちながら知る人も少ない特殊な存在とも交流があり、またブリー村のバーリマン・バタバーのような一介の宿屋の主人とも親しい。この人脈の広さも彼の力となっている。

## 魔法
上述の通り火や光に関連したものも多いが、必ずしもそれだけとは言えないほど幅広い。使用する場面は比較的多くあるものの、制約通り決して乱用はせず、要所要所の重要な局面に限られている（ただし、薪に火を灯したり、パイプの煙や花火を操る、飲食物の味を変えるなど日常においてはそれなりに使用している模様）。ガンダルフらイスタリは、マイアとしての力を発揮することを禁じられているため、作中登場する彼らの魔法はそうしたマイアの力とは別個ものと考えられる。以下のようなものがある。
- 炎、光、煙を操る。花火の製造やパイプの煙を操るなどの比較的平和な用法のほか、旅の途中では攻撃手段、照明、目くらまし等として発揮された。超自然的な技なのか単に火薬を用いているのかは曖昧で、明確に超自然的技術と断定できるのはシンダール語で呪文を叫んだ場合とモリア等で杖先に明かりをともした場合のみである。
  - 呪文を唱えた例としては、カラズラス越えにおいて湿気た薪に火をつける[2]、エレギオンの荒野において焚火の薪を爆裂させて襲ってきた狼を攻撃する[3]、といった例がある。
  - 逆に火薬によるものか超自然的なものか不明な例として、襲ってきたゴブリンを雷のような閃光を発して殺す（後に自ら「火花を使った」と発言している）[4]、松ぼっくりを発火させて狼たちを焼く[5]、といった例がある。
  - 雷撃のような光と熱を操る。フロドらはブリー村を出たのちに風見が丘方向で雷電のような光が走るのを目撃し、当地にいたった時には頂上一帯が焼け焦げているのを発見する[6]。これはガンダルフがナズグルと交戦して火焔を発したためであると後に語られている[7]。
    - ケレブディルの山頂でのバルログとの戦闘について、ガンダルフ自身は第三者がこの戦いを遠方から眺めたら「嵐が吹き荒れ、雷鳴がとどろき、稲妻が山頂を直撃したり跳ね返り、火炎が発生した」という旨の感想を抱くだろうと述べている[8]。

  - 掲げた右手から光芒を発してナズグルを退散させる。これが単なる光なのか、ナズグルを撃退する何らかの力が込められているのかは不明[9]。だが、原語では「White Fire（白い焔）[10]」という表記がされている。
  - 杖から閃光と衝撃波のようなものを放ち、堅固な構造物を崩落させる。原作ではモリアでバルログと対峙した際に、杖を打ち付けて橋を崩壊させた。（この時には杖も砕け散っている）[11]
- ビルボが指輪を手放すのを渋って逆上した際、恐ろしげに巨大化して威圧した。これは超自然的なものなのか単に照明と影のトリックなのか、あるいは心理的効果なのかは不明[12]。
  - 対照的に、外見は弱々しい老人のままながら全身が淡く輝くという場面がしばしばある。これはバルログやナズグルといった強敵と対峙した際に顕著である[13][14][15]。
- ブルイネンの水流はエルロンドの命によるものとされるが、ガンダルフは波頭に光り輝く馬と騎士を造形して手を貸したと述べている[16]。
- 呪文や言葉によって対象（生物・無生物問わず）に命令することができる。
  - 扉に閉じるよう命令する。モリアで敵の追跡を防ぐために用いたが、バルログが対抗して扉を開こうとしたために力が拮抗し、最後には扉と部屋全体が崩壊してしまった[17]。
  - 呪いで衰弱していたセオデンを言葉によって回復させた。これはセオデンの衰弱の原因である呪い自体が超自然的なものなのか心理的なものなのか曖昧であり、それを退けたガンダルフの手腕も同様である[18]。
  - 言葉で操ろうとするサルマンを逆に言葉で服従させ、最終的に彼の杖を触れずして折った[19]。
  - 明確ではないが、動物とある程度会話ができるととれる節がある。（フロドによる追悼の歌の文句や、小馬のビルや愛馬の飛蔭に語りかけて心を通わせる場面、等）[20]
- 相手の思考をある程度読み取ることができる。一般的な相手（ホビットのフロドのような）であれば容易であるらしい。一方デネソールのような強固な意志の持ち主が相手だと、互いに思念の争いに発展する模様。
  - アモン・ヘンでサウロンに見入られたフロドが指輪を外そうと葛藤する場面があるが、ガンダルフはこの際サウロンの目をフロドから逸らそうと思念で対決したと後に語っており、その反映がフロドの内心の葛藤である可能性もある[21]。
- サルマンと勘違いして攻撃を加えてきたアラゴルン一行に対し、斧を手から離れさせる、剣を灼熱させる、矢を空中で燃やすなどの手段で武装解除させた[14]。
  - 狂気のデネソールが部下を斬ろうとした際、ガンダルフが片手を挙げただけで、その剣は空中に舞い上がり後方に跳ね飛んだ[22]。
- パランティアでサウロンと交信してしまったピピンに活を入れた。これも超自然的なものなのか不明[23]。
- 友人のバーリマン・バタバーに対し、彼の宿屋のビールの出来がよくなるよう魔法をかけよう、と請け合う。上機嫌な気持ちから出た軽口に過ぎないのか、本当にそのようなことが可能なのかは不明[24]。
- エレボール奪還の旅よりも以前に矢傷を負った大鷲の王を治癒したことがあるが、これが魔法によるものか否かは不明瞭である[25]。
- 実写映画版のみの描写に、サルマンと不可視の力で戦う、カラズラスの吹雪を止めようとシンダール語の呪文を唱える、剣に雷を帯電させてバルログに止めを刺す、光の結界によって敵の攻撃から身を防いだり幻覚を吹き飛ばす、といったものがある。また上記原作中の描写で映画にも登場したものの中には、明確に超自然的効果としている描写もある。最もこうした力を使用するのは要所に限られ、基本的にはグラムドリングと杖を使って戦う原作と同じ描写である。
- 1977年のランキン・バス版では、オークとワーグの軍勢を追い払うために投げた松ぼっくりが、火炎ではなくて青白い発光と共に電撃がほとばしる爆発物となっていた。
- ラルフ・バクシ版では、サルマンとの戦いで二名の間には電撃や火花が走っていた。

## 語源
古ノルド語で「魔法（ガンド）の心得のある妖精」を意味するガンダールヴル（Gandálfr）の英語化であるGandalfを語源とする。元々この名前は『ホビットの冒険』に登場するドワーフの頭領につけられていたが、彼がトーリン・オーケンシールドに改名されたのに伴い、より魔法使いにふさわしい、一行を助ける魔法使いの名前になった。
エルフの呼び名である「ミスランディア」は、シンダール語で「灰色の放浪者」という意味であり、「灰色」を意味するmithと「放浪者」randirで構成されている。